# Frank Arundel
Frank William Arundel (20 tháng 2 năm 1939 – tháng 5 năm 1994) là một cầu thủ bóng đá người Anh.